# Campi magnetici (album)
| Recensione | Giudizio |
| ---------- | -------- |
| AllMusic   |          |

Campi Magnetici (titolo completo Campi Magnetici - 1 num3r1 non 51 possono amar3) è un album musicale di Franco Battiato, pubblicato nel 2000 dall'etichetta Sony Classical.
Ricopre un ruolo particolare nella discografia del cantautore essendo un album contenente le musiche composte per il balletto di Paco Decina commissionate dal Teatro del Maggio Musicale Fiorentino.

## Tracce
1. In Trance – 7:27
2. Corpi in movimento – 8:27
3. Fulmini Globulari – 6:50
4. La corrente delle stelle – 7:53
5. The age of hermaphrodites – 6:26
6. L'ignoto – 5:48
7. Suoni Primordiali – 10:08
8. La mer – 3:00

Testi di Manlio Sgalambro, musiche di Franco Battiato.

## Musicisti
- Franco Battiato – voce
- Michele Fedrigotti – pianoforte, tastiera
- Andrea Dell'Ira – tromba
- Manlio Sgalambro – letture, voce in In trance, Corpi in movimento e La mer
- Simone Bartolini – sopranista